# Luanda
Luanda és la capital i la ciutat més important d'Angola. Banyada per l'oceà Atlàntic, és el principal port angolès i el centre administratiu del país. Té una població de 2.107.648 habitants (segons cens del 2014), i de 3.662.300 a l'aglomeració urbana. També és la capital de la província de Luanda.
Com a productes manufacturats, hi destaquen els agroalimentaris, tèxtils, ciment i altres materials de construcció, plàstics, metal·lúrgia, tabac i calçat. El petroli extret vora la ciutat es refina a Luanda, tot i que aquestes instal·lacions han resultat danyades diverses vegades durant la guerra civil. Luanda té un port natural excel·lent que exporta cafè, cotó, sucre, diamants, ferro i sal. De tota manera, l'economia de Luanda es veu contínuament entrebancada pels constants conflictes militars d'Angola.
Els habitants de Luanda pertanyen essencialment a grups ètnics africans, sobretot de les tribus ovimbundu, kimbundu i bakongo. La llengua oficial i més estesa és el portuguès, tot i que també s'hi parlen moltes llengües del grup bantu. Hi viu una petita població d'origen europeu.
És seu d'un arquebisbat catòlic. Hi destaquen la Universitat Agostinho Neto, la Fortalesa de São Miguel (del segle xvii) i el Palau del Governador.

## Toponímia
El topònim Luanda deriva de les llengües bantus, més concretament de lu-ndandu, on el prefix lu és una de les formes primitives del plural i comuna en els noms de zones amb litoral, deltes de rius o regions amb forma allargada (exemples: Luena, Lucala, Lobito) i en aquest cas, es refereix a un banc de sorra envoltat pel mar. Ndandu vol dir valor o objecte de comerç i al·ludeix a la explotació de petxines recollides a l'illa de Luanda i que constituïen la moneda corrent a l'antic Regne del Congo i a gran part de la costa occidental africana, coneguda com a Zimbo o njimbo.
Com els pobles mbundu pronunciaven els topònims segons la seva forma de parlar en les diferents regions, eliminaven alguna lletra quan això no afectava el significat de la paraula pel que de Lu-ndandu es va passar a dir Lu-Andu. Posteriorment, durant el període colonial portuguès, el terme va passar a ser femení al referir-se a una illa, donant com a resultat Luanda.
Una altra de les versions per a l'origen del nom es refereix al fet que el mateix deriva de "Axiluandas" (homes de la mar), nom donat pels portuguesos als habitants de l'illa, perquè quan van arribar i els van preguntar que feien aquests van respondre uwuanda, una paraula que en kikongo, designava treballar amb les xarxes de pesca.

## Història

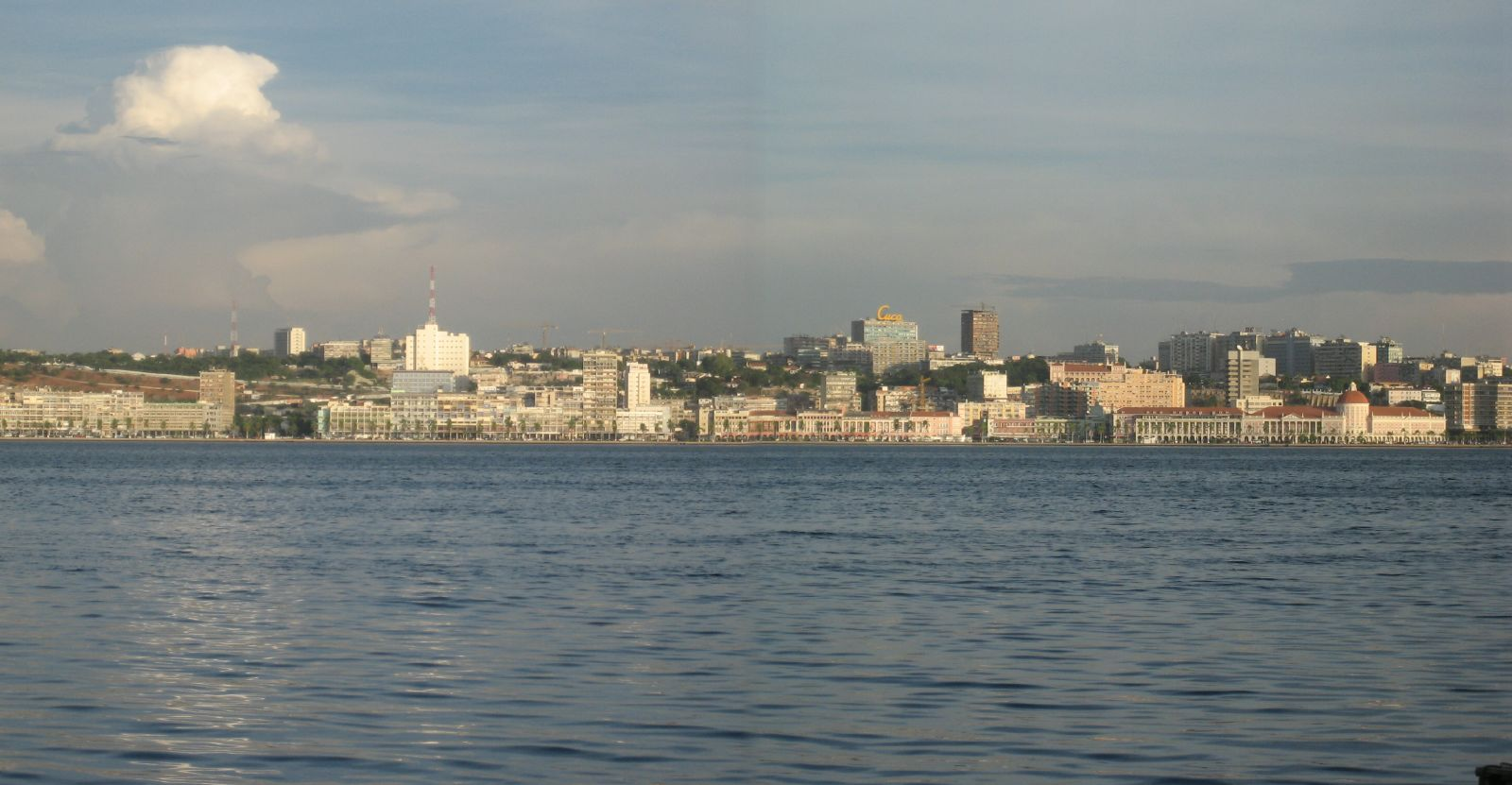
Vista panoràmica de Luanda

### La fundació de la ciutat
Quan els portuguesos van arribar a la zona on es troba avui la ciutat de Luanda, aquesta formava part del regne de Ndongo, vassall del regne del Kongo, i era una zona especialment important per ser productora de Zimbo, una petita petxina amb valor fiduciari.
En resposta a una sol·licitud d'enviament de missioners feta als portuguesos pel rei Ndambi a Ngola del regne de Ndongo el 1557, el 22 de desembre, 1559 van salpar de Lisboa tres vaixells amb un emissari del rei de Portugal, Paulo Dias de Novais, i dos sacerdots jesuïtes; Francesc de Lacerda Gouveia i Agustí de Lacerda. En arribar al riu Kwanza el 3 de maig del 1560, la missió portuguesa va ser rebuda amb hostilitat i desconfiança pel nou rei de Ndongo, Ngola Kiluanje Kia Ndamb que els considerava agents del rei Kongo i els va fer empresonar. Més tard, amb la promesa d'aconseguir suport diplomàtic i militar portuguès, va permetre a Paulo Dias de Novais tornar a Portugal.
En el seu segon viatge a aquesta regió, Paulo Dias de Novais va salpar de Lisboa el 23 de setembre 1574, acompanyat de dos dels sacerdots de la companyia de Jesús, i va arribar a l'illa de Luanda al febrer de 1575, amb dos galeons 2 Caravel·les 2 mercants i una galera. Després va establir el primer grup de colons portuguesos, format per unes 700 persones, entre els que es trobaven religiosos, comerciants i funcionaris, així com 350 soldats.
Al rei Ndambi a Ngola el va succeri el rei Njinga Ngola Kilombo Kia Kasenda, deixeble del pare Francisco de Gouveia que en la seva estada forçada de deu anys i mig, havia aprofitat per fer la seva tasca evangelitzadora entre els angolesos. El 29 de juny del 1575, Paulo Dias de Novais va rebre una delegació enviada pel Ngola per rebre'l.
Reconeixent que l'illa de Luanda no era el lloc més adequat per establir-se, Paulo Dias de Novais amb els colons portuguesos van endinsar-se a la península i va fundar la ciutat Sant Pau d'Assumpció de Luanda (São Paulo da Assumpção de Loanda en portuguès) el 25 de gener 1576, després d'haver posat la primera pedra per a la construcció de l'església dedicada a Sant Sebastià - gran sant devoció dels portuguesos i patró onomàstic del rei de Portugal, on avui es troba el Museu de les Forces Armades.

### Domini portuguès
Al 1618, els portuguesos van construir la fortalesa de Sant Pere de la Barra (Luanda) (São Pedro da Barra), i posteriorment van construir dues fortaleses més, la Fortalesa de Sant Miquel (Fortaleza de São Miguel) el 1634 i el Fort de San Francesc del Penedo (Forte de São Francisco do Penedo) el 1765-1766. De les tres fortaleses, la Fortalesa de San Miquel és encara la més ben conservada.
La ciutat va ser el pont amb Portugal des del 1627, exceptutant el període de 1640 a 1648 que fou ocupada amb l'ajut d'Anna de Sousa (Reina Ginga) pels països baixos que la van rebatejar com a Fort Aardenburgh. La ciutat va ser un important centre del comerç d'esclaus amb Brasil entre el 1550 i el 1836 aproximadament. El comerç d'esclaus es realitzava principalment amb Brasil, que en aquella època era colònia portuguesa; La major part dels vaixells presents al port de Luanda eren del Brasil. Els comerciants i soldats locals també es van beneficiar d'aquest comerç. Durant aquest període els portuguesos no van intentar una invasió a gran escala del territori; Només es van establir alguns assentaments a la zona interior i rereguarda de Luanda, alguns al llarg del riu Kwanza.
Al segle xvii, els Imbangala es van convertir amb els principals rivals dels Mbundu en el subministrament d'esclaus per al mercat de Luanda. En la dècada del 1750, es venien cada any entre 5.000 i 10.000 esclaus. En aquells temps Angola, tot i ser colònia portuguesa, era com una colònia del Brasil que paradoxalment era també colònia portuguesa. A Luanda hi va haver un elevat grau d'influència del Brasil, fins a la independència d'aquest el 1822. Al segle xix, encara sota el domini portuguès, Luanda va experimentar una important revolució econòmica. El comerç d'esclaus va ser abolit el 1836, i el 1844 els ports d'Angola van començar a rebre vaixells estrangers. Fins al 1850, Luanda va ser una de les ciutats portugueses més grans i més desenvolupades de tot l'imperi portuguès (exceptuant el territori propi de Portugal), amb comerciants que exportaven (juntament amb Benguela) oli de palma i oli de cacauet, cera, resina de copal, fusta, ivori, cotó, cafè i cacau, entre molts altres productes. Mentrestant, es produïen localment Blat de moro, tabac, carn seca i farina de iuca.
El 1889, el governador Brito Capelo va ignaugurar un aqüeducte que subministrava aigua a la ciutat, que fins llavors era un bé escàs; Amb aquest es van establir les bases d'un creixement important de la ciutat. Com la major part d'Angola sota domini portuguès, la ciutat de Luanda no es va veure afectada per la guerra colonial portuguesa (1961-1974); El creixement econòmic i el desenvolupament en tota la regió van assolir nivells mai vistos durant aquest període. El 1972, se la va arribar a conèixer com la París de l'Àfrica. Durant el període portuguès conegut com a Estado Novo (segona república portuguesa) Luanda va passar de tenir una població el 1940 de 61.208 habitants, un 14,6% dels quals caucàsics, a tenir el 1970 una població de 475.328 dels quals el 26,3% eren europeus i al voltant de 50.000 habitants eren raça mixta. Luanda també es va convertir en una de les ciutats més cares del món.

### Independència de Portugal
Després d'aconseguir la independència de Portugal, i després de la retirada de les tropes colonials, la població d'origen europeu va abandonar la ciutat davant l'augment de la inseguretat ciutadana degut als enfrontaments ètnics entre el Moviment Popular per a l'Alliberament d'Angola (MPLA) d'ideologia comunista i sense cap filiació tribal que contaven amb el suport de Cuba, el Front Nacional d'Alliberament d'Angola (FNLA) amb filiació amb els Bakonga i amb el suport del Zaire, Estats Units i Xina i la Unió Nacional per a la Independència Total d'Angola (UNITA) amb filiació dels Omyama del sud i amb el suport de Sud-àfrica.
Aquesta emigració forçosa, va fer decaure les infraestructures per falta de mà d'obra qualificada, així com la falta de ciutadans amb estudis superiors, ambdues necessàries per al funcionament de la ciutat i el manteniment de les mateixes. Per una altra banda, companyies de la Xina, Brasil i Portugal s'han llançat al desenvolupament de Nova Luanda, finançats amb petrodòlars, que construeixen edificis d'apartaments i zones privades per a la classe mitja-alta d'origen mestís i africà.

## Demografia
En general, la població de Luanda va augmentar molt en les últimes dues dècades com a resultat de la migració de gent des les zones rurals a la capital, especialment durant la guerra civil d'Angola. El resultat va ser un crèixement molt elevat i incontrolat, que va provocar una sèrie de problemes greus que van anar des de l'escassetat d'habitatges, problemes sanitaris, atur i un augment de la delinqüència, passant per una xarxa de carreteres que no estava preparada per un creixement de trànsit tant vertiginòs.
| Any  | Població |
| ---- | -------- |
| 1815 | 18 000   |
| 1880 | 16 000   |
| 1900 | 20 000   |
| 1909 | 16 000   |
| 1921 | 20 000   |
| 1927 | 20 000   |
| 1934 | 17 900   |
| 1940 | 61 208   |
| 1950 | 137 000  |
| 1954 | 159 000  |

| Any  | Població  |
| ---- | --------- |
| 1960 | 189 500   |
| 1964 | 224 540   |
| 1970 | 475 328   |
| 1974 | 600 000   |
| 1983 | 898 000   |
| 1987 | 1 136 000 |
| 1991 | 2 000 000 |
| 1995 | 2 080 000 |
| 2000 | 2 571 600 |
| 2018 | 2.487.444 |

### Composició ètnica i estructura social
Els habitants de Luanda són majoritàriament membres de grups ètnics bantú. La població original de la regió són els Ambundu, en particular el grup Axilwanda dels quals se'n deriva el nom de la ciutat, i també els que van venir d'una regió que s'estén des de Luanda a Malanje. Els Ambundu es van unir al segle xx, en presència del règim colonial, amb grups força nombrosos d'Ovimbundu i Bakongo, especialment en les últimes dècades colonials i durant la guerra anti-colonial; Aquesta immigració es va tensar de nou com a resultat de la guerra civil d'Angola, que també va provocar la migració de molts Ambundu de zones rurals a la capital. Tanmateix, Luanda també és la llar de les minories procedents de tots els grups ètnics al país, com els Cokwe o els Ovambo.
A més dels habitants d'origen bantú, Luanda va tenir durant el període colonial una forta minoria de portuguesos; Al final d'aquest període van arribar a ser més de 50.000, entre els quals es contaven els portuguesos nascuts a Angola i els immigrants recents. En el moment de la declaració de la independència d'Angola, la major part d'aquest grup van abandonar el país, però, la població de portuguesos, brasilers i altres caucàsics va tornar a ser tan nombrós com llavors a principis del 1970. Cal assenyalar que, Luanda té una proporció particularment alta de població mixta, és a dir, raça negra i caucàsica.
Al mateix temps, l'estructura de la societat està evolucionant d'acord amb una dinàmica encara poc estudiada, però, en qualsevol cas, apunta cap a un procés cada vegada més elevat de classes noves i de desigualtats socials.

### Religió
Des de la seva formació Luanda té una població majoritàriament catòlica, tot i que actualment la proporció de catòlics no practicants és cada vegada més alta. La ciutat és la seu d'un arquebisbat catòlic, la Universitat Catòlica d'Angola i diverses institucions catòliques i de diferents ordres religioses. Alhora, ha anat creixent el nombre de cristians protestants. L'església protestant més antiga a Luanda, i probablement fins i tot avui dia amb el major nombre de fidels és l'Església Metodista, el bisbat principal de la qual es troba a la mateixa ciutat.
La forta immigració de poblacions d'altres parts del país a causa de la Guerra de la Independència d'Angola i la Guerra Civil d'Angola, ha reforçat de manera molt significativa la presència de l'Església Baptista (majoritaria entre els bakongo), i l'Església evangèlica Congregacional a Angola (arrelada principalment entre Ovimbundu). Les esglésies protestants fundades abans de la independència, tenen comunitats més petites com ara l'Església Luterana, l'Església Reformada i l'Església Adventista. Des del final de l'època colonial, però especialment des de la independència, van ser fundades a Luanda nombroses esglésies pentecostals que actualment es conten en centenars; En moltes d'elles hi ha una forta influència brasilera, en particular a l'Església Universal del Regne de Déu. La comunitat islàmica és molt petita i gairebé fet exclusivament per immigrants de països d'Àfrica occidental. A Luanda ja pràcticament no hi ha persones que confèssin religions tradicionals africanes, encara que es poden trobar alguns elements d'aquestes religions entre les persones que pertanyen a les esglésies cristianes no ho és.

## Economia
Luanda és el principal centre financer, comercial i econòmic d'Angola. La millor mostra d'aquesta posició de la ciutat és la presència de les seus de les principals empreses del país com Angola Telecom, Unitel, Endiama, Sonangol, TAAG Angola Airlines i Odebrecht Angola, entre d'altres. Una de les conseqüències d'aquesta aglomeració d'empreses és que un grup molt reduït de gent rica viu al costat d'una majoria de gent pobra o acomodada.
A causa del gran creixement demogràfic experimentat per la ciutat, el preu del sòl s'ha disparat i els assentaments informals han expandit la ciutat fins a unir-la amb poblacions properes com Viana. Només un 20% de la ciutat compta amb servei de sanejament d'aigua i clavegueres i només el 30% dels habitatges tenen aigua corrent.
A Luanda se situen plantes processadores d'aliments, de la indústria paperera, de la fusta, tèxtil, del metall, fàbriques de ciment i altres materials de construcció, de plàstics, cigarrets i sabates. També disposa de refineries de petroli, tot i que aquestes instal·lacions daten del 1960 i no han estat reconvertides. El petroli angolès s'exporta en brut i s'importa refinat.
Al costat de Luanda, en l'anomenada Zona Econòmica Especial es va posar en funcionament la fàbrica d'electrodomèstics Inovia. La data fou el novembre de 2013.
El port de Luanda permet les exportacions de cafè, cotó, sucre, diamants, ferro i sal. No obstant això, té diversos inconvenients com la saturació, la manca de personal i d'infraestructura, la corrupció i els robatoris de contenidors.
El 2007 es va ignaugurar a Luanda el primer centre comercial d'Angola, el Belas Shopping, totalment climatitzat, amb vuit sales de cinema i zona d'alimentació, zona d'esbarjo i un centenar de botigues. El 2011 es va inaugurar el Centre de Moda Luanda, al barri de golf 2, el centre comercial més gran del país dedicat exclusivament a les zones de moda i bellesa.

### Reconstrucció i obres públiques
Des del final de la guerra civil el 2002, Angola ha experimentat un període de gran prosperitat econòmica, i ara és una de les majors economies de creixement a tot el món. En els últims anys, el govern central ha desenvolupat un ambiciós pla de reconstrucció nacional que, alhora que cobreix totes les regions del país, ha privilegiat la capital.
A Luanda la reconstrucció és evident en pràcticament tots els aspectes de la societat. La rehabilitació de camins, inclosa la seva ampliació i l'aplicació de nous revestiments d'asfalt, s'estan realitzant per tota la ciutat. La constructora brasilera Odebrecht està finalitzant la construcció de dues autopistes de sis carrils: una de les autopistes - anomenada carretera perifèrica de Luanda - ara permet un accés ràpid a Cacuaco, Viana, Samba, Kilamba Kiaxi i a l'Estadi Nacional 11 de novembre (construït per a l'empresa CAN 2010) i al futur aeroport de Luanda; Una altra de les autopistes connecta el centre de Luanda a Viana, i està previst inaugurar-la a la fi de 2009
Les empreses constructores portugueses Mota Engil i Soares da Costa van guanyar un concurs de 136 milions de dòlars per a la renovació de la Badia de Luanda. El projecte consisteix en la descontaminació de la badia, l'ampliació a sis carrils de 5 km de l'Avinguda 4 de febrer que uneix el port de Luanda amb l'illa de Luanda, la construcció d'una dotzena de pàrquings, zones verdes i zones d'esbarjo. El projecte ha de ser completat a la fi del 2011.
També s'està realitzant una important inversió en habitatges socials per a habitants dels barris pobres que dominen el paisatge de Luanda. Una gran empresa xinesa va guanyar un contracte del govern per construir la major part d'aquestes cases. Un ministre va declarar al 2008 que la pobresa a Angola es lliuraria amb programes de diversificació de l'economia, la creació de llocs de treball i la construcció d'habitatges socials. El 2009, el primer ministre António Paulo Kassoma va anunciar que el programa d'urbanisme i habitatge iniciat pel Govern finalitzaria amb la construcció de més d'un milió d'habitatges per a l'any 2012, sobretot a Luanda. No obstant moltes de les cases construïdes no són assequibles per a la majoria de la població fins al punt que per exemple a Kilamba hi han milers de cases buides

## Geografia
La ciutat de Luanda coincideix geogràficament amb el municipi homònim. La zona central de la ciutat està dividida en dues parts, Baixa de Luanda (la ciutat antiga) i Cidade Alta (ciutat alta, també coneguda com nova cidade). La zona de Baixa de Luanda està situada a prop del port i compta amb carrerons estrets i edificis del període colonial. La línia de la costa està formada per la Badia de Luanda, formada al seu torn amb la protecció del litoral continental a través de l'Illa de Luanda i per l'illa de Mussulo, al sud del nucli urbà principal.
No hi ha grans rius que desemboquen al litoral de la ciutat, però si diversos rierols d'aigua que formen un sistema de conques fluvials. Els rius més pròxims són el riu Cuanza el més gran d'Angola i que fa de límit natural pel sud entre les províncies de Luanda i Bengo, i el riu Bengo que fa de límit pel nord entre aquestes mateixes províncies.

### Clima
Luanda té un clima semiàrid suau (BSh segons la classificació climàtica de Köppen). El clima és càlid i humit, però sorprenentment amb escasses o nul·les precipitacions, a causa del corrent d'aigua freda de Benguela, que evita que la humitat es condensi fàcilment en forma de pluja. La boira és freqüent i evita que les temperatures caiguin a la nit, fins i tot durant els mesos més secs de juny a octubre. Luanda té unes precipitacions anuals de 323 ml, però té una variabilitat d'entre les més altes del món, amb una variació del coeficient per sobre del 40 per cento. Els registres observats a partir de l'any 1858 oscil·len entre 55 ml el 1958 a 851 ml el 1916. L'estació de pluges escaça entre març i abril depèn d'una contracorrent septentrional que porta humitat a la ciutat: s'ha comprovat clarament que la debilitat en el corrent de Benguela pot augmentar les precipitacions aproximadament sis vegades en comparació amb els anys respecte quan corrent és molt fort.
| Dades climàtiques a Luanda                             | Dades climàtiques a Luanda | Dades climàtiques a Luanda | Dades climàtiques a Luanda | Dades climàtiques a Luanda | Dades climàtiques a Luanda | Dades climàtiques a Luanda | Dades climàtiques a Luanda | Dades climàtiques a Luanda | Dades climàtiques a Luanda | Dades climàtiques a Luanda | Dades climàtiques a Luanda | Dades climàtiques a Luanda | Dades climàtiques a Luanda |
| Mes                                                    | gen                        | febr                       | març                       | abr                        | maig                       | juny                       | jul                        | ag                         | set                        | oct                        | nov                        | des                        | anual                      |
| ------------------------------------------------------ | -------------------------- | -------------------------- | -------------------------- | -------------------------- | -------------------------- | -------------------------- | -------------------------- | -------------------------- | -------------------------- | -------------------------- | -------------------------- | -------------------------- | -------------------------- |
| Màxima rècord °C (°F)                                  | 33.9 (93)                  | 34.1 (93.4)                | 37.2 (99)                  | 36.1 (97)                  | 36.1 (97)                  | 35.0 (95)                  | 28.9 (84)                  | 28.3 (82.9)                | 31.0 (87.8)                | 31.2 (88.2)                | 36.1 (97)                  | 33.6 (92.5)                | 37.2 (99)                  |
| Màxima mitjana °C (°F)                                 | 29.5 (85.1)                | 30.5 (86.9)                | 30.7 (87.3)                | 30.2 (86.4)                | 28.8 (83.8)                | 25.7 (78.3)                | 23.9 (75)                  | 24.0 (75.2)                | 25.4 (77.7)                | 26.8 (80.2)                | 28.4 (83.1)                | 28.6 (83.5)                | 27.7 (81.9)                |
| Mitjana diària °C (°F)                                 | 26.7 (80.1)                | 28.5 (83.3)                | 28.6 (83.5)                | 28.2 (82.8)                | 27.0 (80.6)                | 23.9 (75)                  | 22.1 (71.8)                | 22.1 (71.8)                | 23.5 (74.3)                | 25.2 (77.4)                | 26.7 (80.1)                | 26.9 (80.4)                | 25.8 (78.4)                |
| Mínima mitjana °C (°F)                                 | 23.9 (75)                  | 24.7 (76.5)                | 24.6 (76.3)                | 24.3 (75.7)                | 23.3 (73.9)                | 20.3 (68.5)                | 18.7 (65.7)                | 18.8 (65.8)                | 20.2 (68.4)                | 22.0 (71.6)                | 23.3 (73.9)                | 23.5 (74.3)                | 22.3 (72.1)                |
| Mínima rècord °C (°F)                                  | 18.0 (64.4)                | 16.1 (61)                  | 20.0 (68)                  | 17.8 (64)                  | 17.8 (64)                  | 12.8 (55)                  | 11.0 (51.8)                | 12.2 (54)                  | 15.0 (59)                  | 17.8 (64)                  | 17.2 (63)                  | 17.8 (64)                  | 11.0 (51.8)                |
| Precipitació mitjana mm (polzades)                     | 25.4 (1)                   | 35.6 (1.402)               | 76.2 (3)                   | 116.8 (4.598)              | 12.7 (0.5)                 | 1.3 (0.051)                | 0.0 (0)                    | 1.3 (0.051)                | 2.5 (0.098)                | 5.1 (0.201)                | 27.9 (1.098)               | 20.3 (0.799)               | 325.1 (12.798)             |
| Mitjana de dies de precipitació (≥ 0.1 mm)             | 4                          | 5                          | 9                          | 11                         | 2                          | 0                          | 0                          | 1                          | 3                          | 5                          | 8                          | 5                          | 53                         |
| Humitat relativa mitjana (%)                           | 77.5                       | 75.5                       | 77.0                       | 79.5                       | 79.5                       | 78.5                       | 79.5                       | 81.0                       | 80.0                       | 79.0                       | 78.0                       | 77.0                       | 78.5                       |
| Mitjana mensual d'hores de sol                         | 217                        | 198                        | 217                        | 180                        | 217                        | 210                        | 155                        | 155                        | 150                        | 155                        | 180                        | 186                        | 2.220                      |
| Font #1: Sistema de Classificació Bioclimàtica Mundial |                            |                            |                            |                            |                            |                            |                            |                            |                            |                            |                            |                            |                            |
| Font #2: BBC Weather                                   |                            |                            |                            |                            |                            |                            |                            |                            |                            |                            |                            |                            |                            |

### Biogeografia
L'ecoregió on està immersa la ciutat de Luanga i la seva àrea metropolitana és la dels Boscos i sabana de l'Escarp d'Angola.

## Transport
Tot i que les carreteres de la ciutat estan en mal estat de conservació, es troben en un procés de reconstrucció massiva duta a terme pel govern per tal de reduir la congestió del trànsit. Les grans reparacions viàries s'estan duent a terme en gairebé tots els barris, incloent una important autopista de 6 carrils que connectarà amb Viana.

### Transport públic
El transport públic és proporcionat pels serveis de rodalies de ferrocarril de Luanda, per l'empresa pública TCUL i per una gran flota de taxis col·lectius de propietat privada que solen ser minibusos pintats del tradicional blanc-blau anomenats Candongueiros. També hi ha una empresa d'autobusos privats que efectua rutes des de la feina a la ciutat.
Luanda és a més el punt de partida de la línia de ferrocarril que porta a Malanje, a l'est del país. Durant la guerra civil el ferrocarril va quedar seriosament malmès i sense funcionament però posteriorment es va rehabilitar i en l'actualitat ja es troba operatiu.

### Transport Aeri
Pel que fa al transport aeri, la ciutat compta amb els serveis del principal aeroport del país, l'aeroport Quatro de Fevereiro, situat als afores de la ciutat. El 2008 es va iniciar un projecte per a la construcció d'un nou aeroport a la zona sud-est de la ciutat, situat a pocs quilòmetres de Viana que s'esperava que s'obrís al públic al 2011. No obstant, a causa de la crisi econòmica el govern angolès no va poder seguir fent front als deutes amb l'empresa xinesa a càrrec de la construcció pel que aquesta va suspendre les obres al 2010.

### Transport marítim
El port de Luanda és el més gran d'Angola (el segon és el port de Lobito) i connecta la ciutat amb la resta del món.